# Modisimus beneficus
Modisimus beneficus là một loài nhện trong họ Pholcidae. Loài này được phát hiện ở México.